# 民主勢力同盟
民主勢力同盟（みんしゅせいりょくどうめい、ブルガリア語: Съюз на демократичните сили, ラテン文字転写: Sayuz na demokratichnite sili）は、ブルガリアの政党。1989年12月5日創設。

## 沿革
ブルガリアにおける民主化運動（東欧革命）を主導したエコグラノスト（環境情報公開）や「グラスノストと民主主義のための連合」、緑の党の他、共産党政権発足以前の伝統的野党であるブルガリア社会民主党、農民同盟「ニコラ・ペトコフ派」など11の野党の連合として結成された。
翌1990年6月に行われた大国民議会選挙の前までに更に6党が参加、選挙では首都ソフィアなど都市部を中心に支持を拡大、ブルガリア社会党（ブルガリア共産党の後継政党）に次ぐ第二党となった。選挙後、新憲法の制定を巡り、同盟内の意見が対立、早期選挙を求めるグループ（39人組）と憲法草案採択後の選挙実施を求めるグループ（社民党・農民同盟「ニコラ・ペトコフ派」）に分裂した。新憲法制定後に行われた国民議会選挙では、39人組を中心とする国民運動派の他、中道派、自由派の三つに分裂したが、国民運動派のみが阻止条項である得票率5％を突破して議席を獲得し社会党を上回って第一党となった。
選挙後、トルコ系住民の政党である「権利と自由運動」の閣外協力を得てディミトロフ議長を首相とした単独内閣を発足させた。しかしディミトロフ政権の下で行われた急進的経済改革と緊縮財政政策に反発した権利と自由のための運動が92年に支持を撤回した結果、政権は崩壊した。その後、同盟から離脱者が相次いだ結果、1994年の国民議会選挙では前回議席を大きく下回る結果となった。選挙後、政党連合から単一政党組織への組織転換が行われた。
2009年6月の欧州議会議員選挙では「強いブルガリアのための民主党」と政党連合「青い同盟」を結成して1議席を獲得（欧州人民党(EPP)に加盟）、翌7月の国民議会選挙では15議席を獲得した。

## 党首（議長）の一覧
調整評議会議長
- ジェリュ・ジェレフ (1989-1990)
- ペトゥル・ベロン（英語版） (1990)
- フィリップ・ディミトロフ（英語版） (1990-1994)
- イヴァン・コストフ（英語版） (1994-1997)

統一後の議長
- イヴァン・コストフ（英語版） (1997-2001)
- エカテリーナ・ミハイロヴナ（英語版） (2001-2002)
- ナデジダ・ミハイロヴナ（英語版） (2002-2005)
- ペトゥル・ストヤノフ（英語版） (2005-2007)
- プラメン・ユルコフ (2007-2008)
- マーティン・ディミトロフ（英語版） (2008-2012)
- エミル・カバイバノフ (2012-2013)
- ボジダル・ルカルスキー（英語版） (2013-2018)
- ルメン・フリストフ（英語版） (2018-)